# منصور بن زايد آل نهيان
الشيخ منصور بن زايد آل نهيان (مواليد 20 نوفمبر 1970)، نائب رئيس الدولة نائب رئيس مجلس الوزراء رئيس ديوان الرئاسة بدولة الإمارات العربية المتحدة ، وهو أحد أبناء الشيخ زايد بن سلطان آل نهيان رئيس دولة الإمارات العربية المتحدة الأسبق من زوجته الشيخة فاطمة بنت مبارك الكتبي.

## حياته

### طفولته وتعليمه
ولد الشيخ منصور بن زايد آل نهيان في أبوظبي عام 1970، تلقّى تعليمه العام في مدارس أبوظبي، ونال درجة البكالوريوس في العلاقات الدولية من الولايات المتحدة الأمريكية عام 1993.

### مسيرته المهنية
عُيًن بعد عودته من دراسته الجامعية في عام 1997، رئيساً لمكتب رئيس الدولة وظل يشغل المنصب حتى 1 نوفمبر 2004.
في 1 نوفمبر 2004 عُيّن وزيراً شؤون الرئاسة، بعد دمج مكتب رئيس الدولة وديوان الرئاسة.
ثم تم تكليفه برئاسة المجلس الوزاري للخدمات عام 2006، وهو مجلس وزاري منبثق عن مجلس الوزراء، ويضمّ عدداً من الوزراء المسؤولين عن قطاعات الخدمات. وفي عام 2007 عُيّن رئيساً لجهاز الإمارات للاستثمار، وهو آلية اتحادية تتولى استثمار الأموال نيابة عن الحكومة الاتحادية.
يتولى الشيخ منصور رئاسة دائرة القضاء في أبوظبي منذ عام 2006، ويرأس المركز الوطني للوثائق والبحوث منذ عام 2000، كما يترأس صندوق أبوظبي للتنمية منذ عام 2005، الذي يقوم بتقديم المنح والقروض الميسرة للدول النامية. كما يترأس مجلس إدارة جهاز أبوظبي للرقابة الغذائية في 2005 الذي أصبح المؤسسة المثالية في مجال السلامة الغذائية بالإضافة إلى ترأس عدة مؤسسات منها مؤسسة خليفة بن زايد للأعمال الخيرية منذ عام 2007 ومجلس إدارة شركة أبوظبي للاستثمارات البترولية «آيبيك».
كما تولى رئاسة مؤسسة الإمارات من عام 2005 وحتى 2009 ، إضافة إلى تولى منصب نائب رئيس مجلس أبوظبي للتعليم في عام 2005، ونائب رئيس اللجنة المالية والاقتصادية، وعضو المجلس الأعلى للبترول، وعضو مجلس إدارة جهاز أبوظبي للاستثمار منذ عام 2005.
في 10 مايو 2009 عُين نائباً لرئيس مجلس الوزراء ووزيراً شؤون الرئاسة
وفي 29 مارس 2023 أصدر الشيخ محمد بن زايد آل نهيان رئيس دولة الإمارات العربية المتحدة قراراً بتعيين الشيخ منصور بن زايد نائباً لرئيس الدولة إلى جانب الشيخ محمد بن راشد آل مكتوم.

## المناصب التي يشغلها
- رئيس المجلس الوزاري للخدمات.
- نائب رئيس اللجنة الوزارية المالية والاقتصادية.
- رئيس مجلس إدارة شركة الاستثمارات البترولية الدولية (أيبيك).
- رئيس دائرة القضاء بأبوظبي.[6]
- رئيس مجلس إدارة الأرشيف الوطني.[7]
- رئيس مجلس إدارة جهاز أبوظبي للرقابة الغذائية.[8]
- رئيس مجلس إدارة مؤسسة الإمارات.
- نائب رئيس مجلس أبوظبي للتعليم.
- رئيس مجلس مؤسسة خليفة بن زايد للأعمال الإنسانية.[9]
- رئيس مجلس أمناء جائزة خليفة التربوية .
- رئيس مجلس إدارة نادي الجزيرة الرياضي في أبو ظبي.[10] وقد احرز النادي العديد من الانجازات منها بطولة الدوري العام للمحترفين وكاس رئيس الدولة لكرة القدم والعديد من القاب في العاب الجماعية بعد تولي إدارة النادي نظرا للمجهودات المبذولة.
- مالك نادي مانشستر سيتي
- عضو شرف فخري في عدد من الانديه الرياضية العربية أبرزها النادي الاهلي السعودي.[بحاجة لمصدر]

## الحياة العائلية
تزوج الشيخ منصور من الشيخة علياء بنت محمد بن بطى آل حامد، وأنجب منها: الشيخ زايد (1996): متزوج من الشيخة ميرة بنت هزاع بن زايد آل نهيان.
كما تزوج من الشيخة منال بنت محمد بن راشد آل مكتوم، وأنجب منها: فاطمة (2006)، محمد (2007)، حمدان (2011)، لطيفة (2014)، راشد (2017).